# Straight Outta Compton: Music from the Motion Picture
Straight Outta Compton: Music from the Motion Picture è la colonna sonora dell'omonimo film del 2015, pubblicata nel 2016 dalla Universal.
Il disco somiglia a una raccolta contenente sia tracce degli N.W.A sia brani degli artisti solisti (Ice Cube, Eazy-E e Dr. Dre), incluso No Vaseline di Ice Cube che, paradossalmente, è un dissing rivolto proprio agli N.W.A. La colonna sonora si rivela un grande successo commerciale, debuttando al primo posto tra gli album hip hop.
| Recensione | Giudizio |
| ---------- | -------- |
| AllMusic   | [ 1 ]    |

## Tracce
Crediti adattati dalla copertina dell'album.
1. Straight Outta Compton (da Straight Outta Compton, 1988) – 4:03 (Ice Cube, MC Ren, Eazy-E, Dr. Dre) – N.W.A
2. Flash Light (da Funkentelechy Vs. the Placebo Syndrome, 1978) – 4:29 (George Clinton, Bootsy Collins, Bernie Worrell) – Parliament
3. We Want Eazy (da Eazy-Duz-It, 1988) – 5:00 (Eazy-E) – Eazy-E featuring Dr. Dre & MC Ren
4. Gangsta Gangsta (da Straight Outta Compton, 1988) – 4:05 (Ice Cube, MC Ren, Eazy-E, Dr. Dre) – N.W.A
5. (Not Just) Knee Deep (da Uncle Jam Wants You, 1979) – 4:29 (Clinton, Philippé Wynne) – Funkadelic
6. Boyz-n-the-Hood (da N.W.A. and the Posse, 1987) – 5:37 (Ice Cube, Eazy-E, Dr. Dre) – Eazy-E
7. Everybody Loves the Sunshine (da Everybody Loves the Sunshine, 1976) – 4:00 (Roy Ayers) – Roy Ayers Ubiquity
8. Dopeman (Remix) (da Straight Outta Compton, 1988) – 5:47 (Ice Cube, Dr. Dre) – N.W.A
9. Fuck tha Police (da Straight Outta Compton, 1988) – 5:15 (Ice Cube, MC Ren, Dr. Dre) – N.W.A
10. Express Yourself (da Straight Outta Compton, 1988) – 4:21 (Ice Cube) – N.W.A
11. Weak at the Knees (da, Steve Arrington's Hall of Fame, Vol.1, 1983) – 3:48 (Steve Arrington, Charles Carter, Wayne "Buddy" Hankerson, Roger Parker) – Steve Arrington's Hall of Fame
12. Quiet on tha Set (da Straight Outta Compton, 1988) – 3:56 (MC Ren, Dr. Dre) – N.W.A
13. 8 Ball (Remix) (da Straight Outta Compton, 1988) – 4:32 (Ice Cube, Dr. Dre) – N.W.A
14. The Nigga Ya Love to Hate (da AmeriKKKa's Most Wanted, 1990) – 3:10 (Ice Cube, Eric Sadler) – Ice Cube
15. Real Niggaz (da 100 Miles and Runnin', 1990) – 4:28 (DJ Yella, MC Ren, Eazy-E, Dr. Dre) – N.W.A
16. No Vaseline (da Death Certificate, 1991) – 4:06 (Ice Cube) – Ice Cube
17. Nuthin' But a "G" Thang (da The Chronic, 1992) – 3:56 (Snoop Dogg, Dr. Dre) – Dr. Dre featuring Snoop Dogg

## Classifiche

### Classifiche settimanali
| Classifica (2016)         | Posizione raggiunta |
| ------------------------- | ------------------- |
| Australia                 | 12                  |
| Belgio (Fiandre)          | 153                 |
| Germania                  | 92                  |
| UK Compilation Albums     | 38                  |
| UK R&B Albums             | 14                  |
| Stati Uniti               | 39                  |
| US Top Soundtrack Albums  | 1                   |
| US Top Rap Albums         | 1                   |
| US Top R&B/Hip-Hop Albums | 1                   |
| Svizzera                  | 29                  |

### Classifiche di fine anno
| Classifica (2016)         | Posizione raggiunta |
| ------------------------- | ------------------- |
| Stati Uniti               | 17                  |
| US Top R&B/Hip-Hop Albums | 26                  |